# Suka Negeri (Bengkunat Belimbing)
Suka Negeri is een bestuurslaag in het regentschap Lampung Barat van de provincie Lampung, Indonesië. Suka Negeri telt 1231 inwoners (volkstelling 2010).